# Freestyle (banda)
Freestyle es una banda musical de Filipinas, de estilo musical R&B, Jazz, Funk, Pinoy pop formada en 1996 en Dávao.

## Miembros
- Jinky Vidal (vocalista)
- Joshua Desiderio (vocalista)
- Mike Luis (vocalista)
- Rommel dela Cruz (bajo)
- Gerald Banzon (batería)
- Tat Suzara (guitarrista)
- Niki Cabardo (keyboards)

### Anteriores miembros
- Christopher "Top" Suzara (vocalista/guitarrista)
- Carlo Tapia (baJO)
- Obet LuzÓn (keyboards)
- Tzuki Garcia (Batería)

## Discografía

### Álbumes de estudi
- Freestyle (1999)
- This Time (2000)
- I Wanna Get Close (2002)
- Once in a Lifetime (2004)
- Back at the Yard (2007)

### Copilación de Álbumes
- Greatest Hits (2005)
- Silver Series (2006)

### Álbum en vivo
- The Love Concert: The Album (2001)
- All Hits Live at the Araneta (2003)
- Freestyle Live (2004)
- Live @ 19 East (2006)

## Síngles
- Before I Let You Go
- So Slow
- Bakit Iniwan Ka?
- This Time
- I Wanna Get Close
- Till I Found You
- Missing You
- Good Luv
- Para Sa'yo
- Paano
- Treat You So Right
- Once in a Lifetime
- Down and Funky
- Bakit Ngayon Ka Lang? (con Pops Fernández)
- Dati
- Maybe
- Is It Over?
- Nananabik
- Half Crazy

- Datos: Q5501176